# Mykolas Dieninis
Mykolas Dieninis (Vilnius, Lituania, 27 de enero de 1997) es un jugador de baloncesto con nacionalidad lituana que juega en el Club Baloncesto Peñas Huesca.

## Trayectoria
Es un alero formado en la cantera de Zalguiris Kaunas y sería internacional en todas las categorías inferiores con la selección nacional lituana. En verano de 2017 disputó el Campeonato de Europa en Creta donde promedió 5.6 puntos y 2.6 rebotes para quedar en sexta posición.
Comenzaría la temporada 2017-18 en las filas del Janovos Janava, donde promediaría 6.3 puntos, 3.8 rebotes, 1.3 asistencias y 1 robo por encuentro en casi 20 minutos de juego.
En enero de 2018, llega a España, en concreto a la Liga LEB Oro, firmando un contrato en su primera aventura fuera de su país, al firmar en el Club Baloncesto Peñas Huesca por una temporada.

## Clubs
- Perlas Vilnius (NKL) (2015-2016)
- Jonavos Petrochema-Dextera (NKL) (2016-2017)
- Jonavos Jonava (NKL)  (2015-2016)
- Club Baloncesto Peñas Huesca (2018-)